# Dubravka van Bohemen
Dubravka van Bohemen (voor 931-977) was een dochter van Boleslav I van Bohemen en Biagota. Zij werd in 965 de echtgenote van Mieszko I van Polen. Deze verbintenis bezegelde een bondgenootschap tussen Polen en Bohemen. Volgens de overlevering speelde Dubravka een wezenlijke rol in de kerstening van Polen. Zij gaf het leven aan een zoon (Bolesław I van Polen) en een dochter (Świętosława van Polen). Haar dood in 977 luidde het einde in van het bondgenootschap tussen Polen en Bohemen.
Als jong meisje was zij eerst voorbestemd om non te worden. Zij trouwde echter met de Duitse edelman Günther van Merseburg (uit rebellie? of schaking?). Haar latere huwelijk met Mieszko was daardoor haar tweede huwelijk.
Mieszko en Dubravka kregen de volgende kinderen:
- Bolesław I
- Vladivoj van Bohemen
- mogelijk Tove, vrouw van Harald I van Denemarken
- mogelijk een onbekende dochter die wordt geïdentificeerd als Sigrid de Hooghartige, die eerst zou trouwen met koning Erik Segersäll van Zweden en daarna (als 'Gunhild') met Sven Vorkbaard van Denemarken. Zij was de moeder van koning Knoet de Grote van Engeland en Denemarken.

- - NB: Harald was de vader van Sven maar Tove was niet zijn moeder, de speculaties over Tove en Sigrid zijn dus niet bij voorbaat strijdig met elkaar.

- Gemeinsame Normdatei: 1066503249
- International Standard Name Identifier: 0000 0000 2127 903X
- Library of Congress Control Number: n80110956
- Nationale Bibliotheek van Tsjechië: osa2015871621
- Virtual International Authority File: 43142777
- WorldCat: E39PBJqk7hYXKqwvcDJhCycwYP